# 行政法规
行政法规指政府行政机关制定的法规、规章、规则，有别于立法机关颁布的法令或法院判决构成的判决先例以及法律解释。

在中华人民共和国，行政法规指中华人民共和国国务院根据全国人民代表大会常务委员会以及法律的授权、制订并颁布的具有法律约束力的规范性文件（類似中華民國政府的「法規命令」）。行政法规一般以条例、办法、实施细则、规定等形式作成。发布行政法规需要总理签署国务院令。它的效力次于法律、高于部门规章和地方性法规。如果行政法规侵犯宪法规定的公民自由，行政法规即失去效力。